# Igreja da Nossa Senhora da Atalaia (Montijo)
A Igreja da Nossa Senhora da Atalaia, ou Santuário de Nossa Senhora da Atalaia, é um templo católico que se localiza na freguesia da Atalaia, Município do Montijo, estando a igreja dedicada à Virgem Maria sob o título de Nossa Senhora da Atalaia.
Do edifício original nada resta hoje em dia, contudo desde pelo menos 1409 que a Nossa Senhora de Atalaia é objeto de veneração. Local de peregrinação e culto muito antigo, o Santuário é constituído por três cruzeiros, pela Fonte Santa, pela Igreja e pela escadaria delimitada pelo casario que a ladeia.

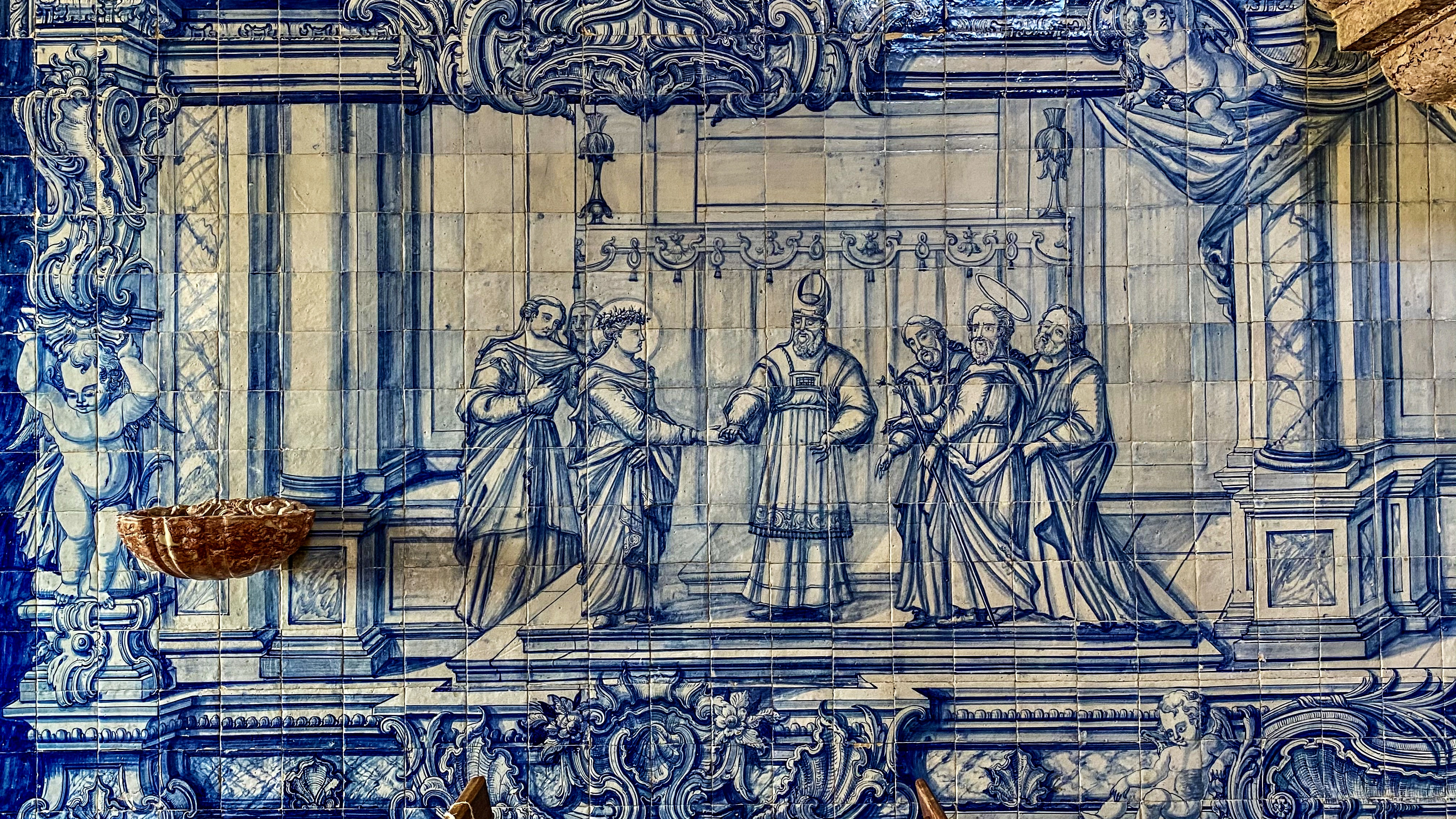
Azulejos no interior da Igreja-Santuário de Nossa Senhora da Atalaia, no Montijo

A igreja situa-se num local elevado donde se obtém uma bela panorâmica de toda a região circundante e do estuário do Tejo até Lisboa. Defronte da mesma estende-se um grande adro seguido de uma ampla escadaria ladeada por casas de pequena escala. 

## História
O culto a Nossa Senhora da Atalaia tem origem numa lendária aparição da Virgem, no topo de uma aroeira e junto à fonte que, depois, se tornou santa. Tal prodígio levou à construção de um primeiro edifício religioso, em cujo altar se colocou uma imagem de Nossa Senhora. Até ao momento, não foi possível identificar a exata cronologia destes acontecimentos, mas é certo que, nos inícios do século XVI, o culto à Virgem da Atalaia era já bastante importante.
O culto a Nossa Senhora da Atalaia tem o seu ponto mais alto no último domingo de agosto onde se realizam as festas em honra da Padroeira, outrora denominadas de Festa Grande.
Durante a Festa Grande acorrem os Círios de localidades distintas, assim como milhares de peregrinos. Especial relevo, pela antiguidade, merece o Círio da Alfândega de Lisboa, que em 2007, celebrou 500 anos de peregrinação ao Santuário de Nossa Senhora da Atalaia. Em 1505, a peste que assolou a capital levou os oficiais aduaneiros a embarcarem rumo a Aldeia Galega e a dirigirem-se – em procissão - à Atalaia, rogando proteção. O bom sucesso, resultado da intervenção da Virgem, foi reconhecido com a fundação de uma confraria que anualmente passou a peregrinar até Nossa Senhora da Atalaia.

## Cruzeiros
O Santuário é constituído por três cruzeiros: Cruzeiro-Mor, Cruzeiro de Alcochete e Cruzeiro das Esmolas. 

### Cruzeiro-Mor

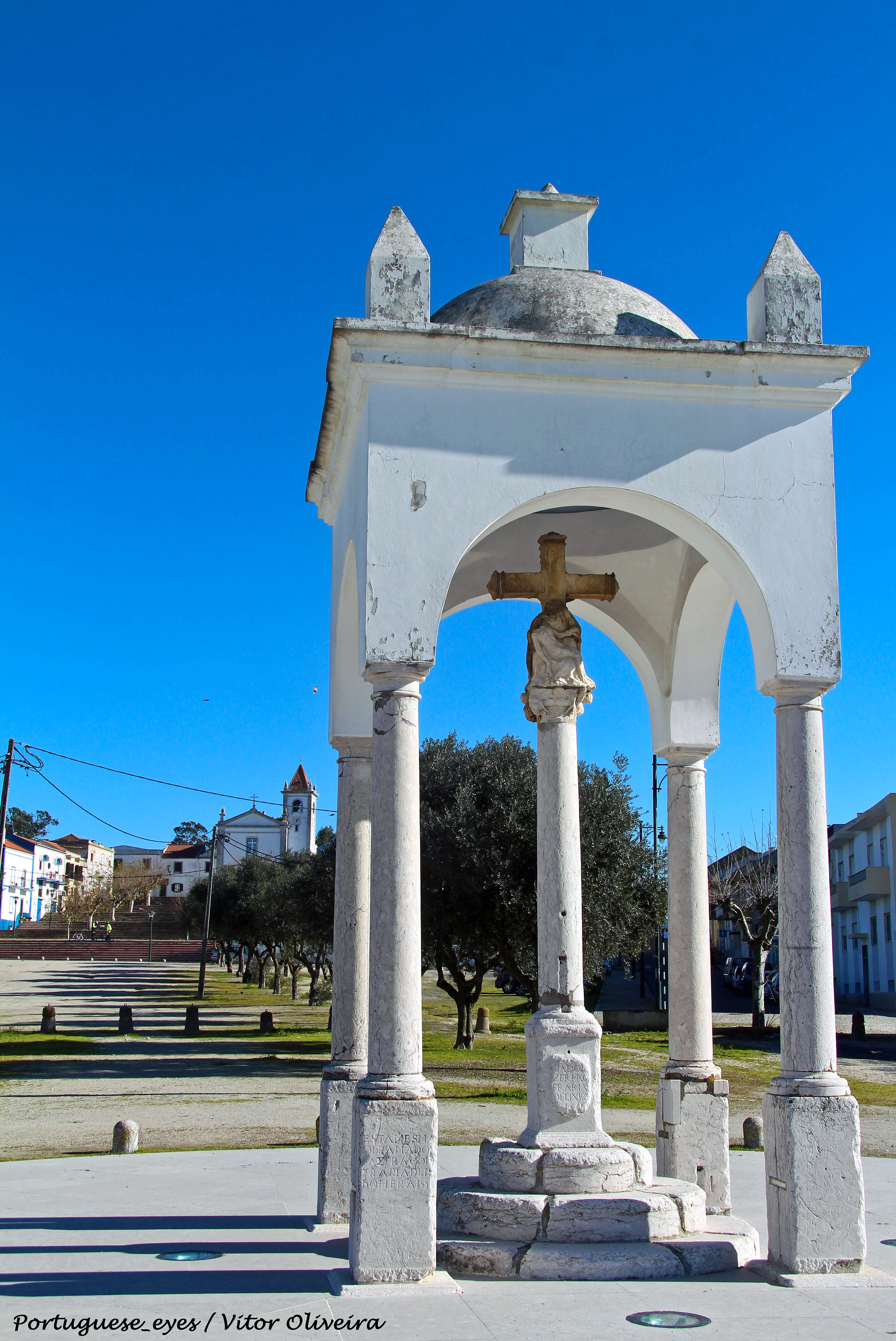
Cruzeiro-Mor da Atalaia

Cruzeiro manuelino, em pedra lioz, onde está esculpida uma imagem de Cristo crucificado e uma pietá decapitada.
Construção do século XVI, com posteriores remodelações. De cunho quinhentista foi edificado em 1551 pela Confraria da Lisboa. Construído no reinado de D. João III em pedra de lioz, é coberto por uma cúpula enquadrada por pináculos, e assente sobre quatro colunas. No capitel do cruzeiro, do lado nascente encontra-se esculpida uma imagem do Redentor crucificado, e no lado poente uma Nossa Senhora da Piedade atualmente decapitada em virtude dos exageros políticos a seguir à implantação da República. No cruzeiro podemos observar uma inscrição na base da cruz e outra na base de uma das colunas do lado poente, ambas alusivas à edificação do mesmo. Limitando o antigo espaço sagrado existem dois outros cruzeiros de construção e proporções mais modestas: um do lado poente junto à estrada que liga a localidade a Alcochete e o outro do lado nascente, próximo à via que de Montijo segue para Pegões.

### Cruzeiro de Alcochete

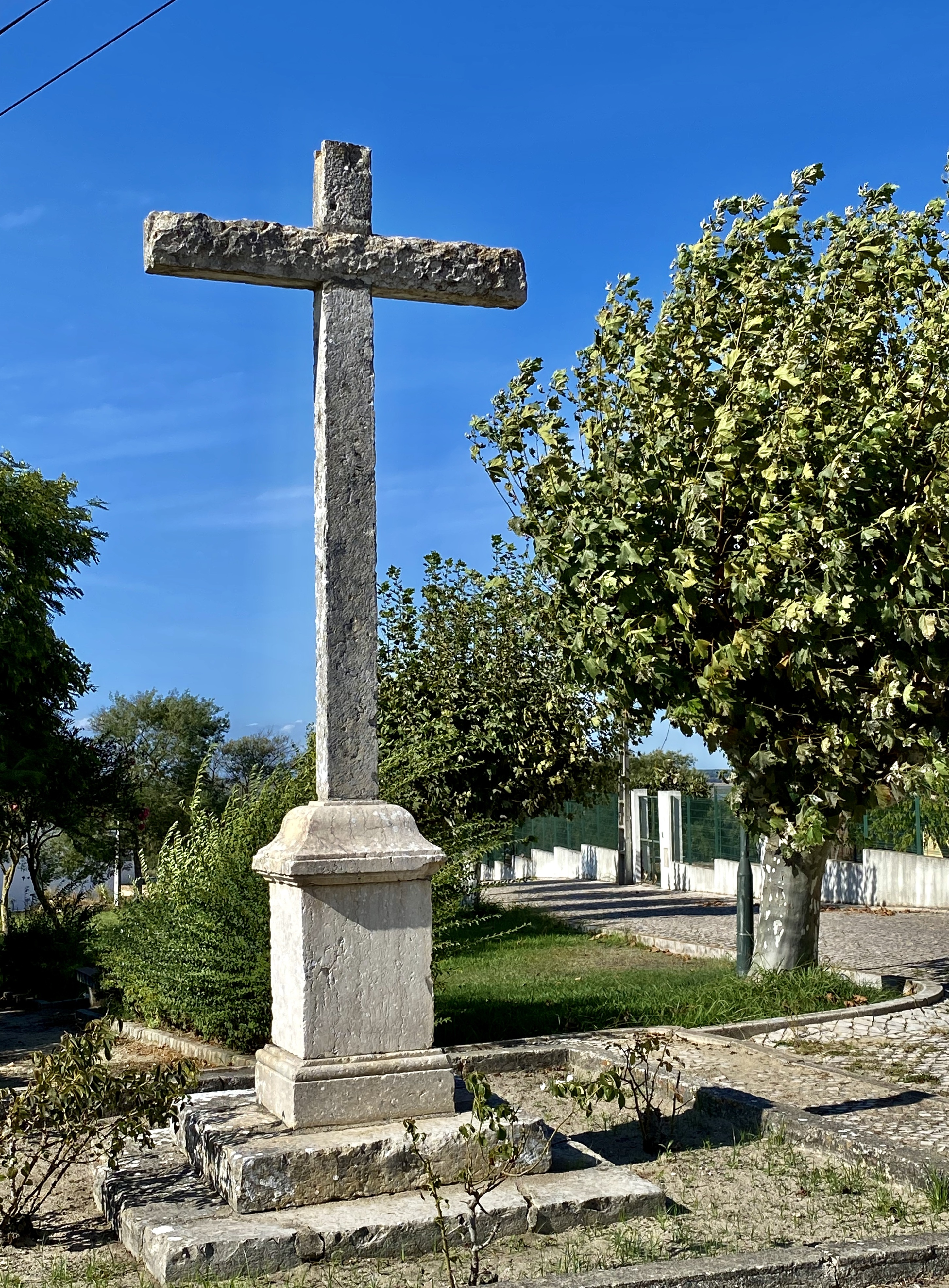
Cruzeiro de Alcochete

O Cruzeiro de Alcochete encontra-se sobre uma plataforma de planta quadrangular, de dois degraus, assenta um plinto paralelepipédico, com escócia inferior, remate em gola reversa e de face frontal inscrita. No plinto assenta uma cruz latina, de braços quadrangulares, na face frontal, virada a Norte, lisos e na face posterior com o braço horizontal rusticado.

### Cruzeiro das Esmolas

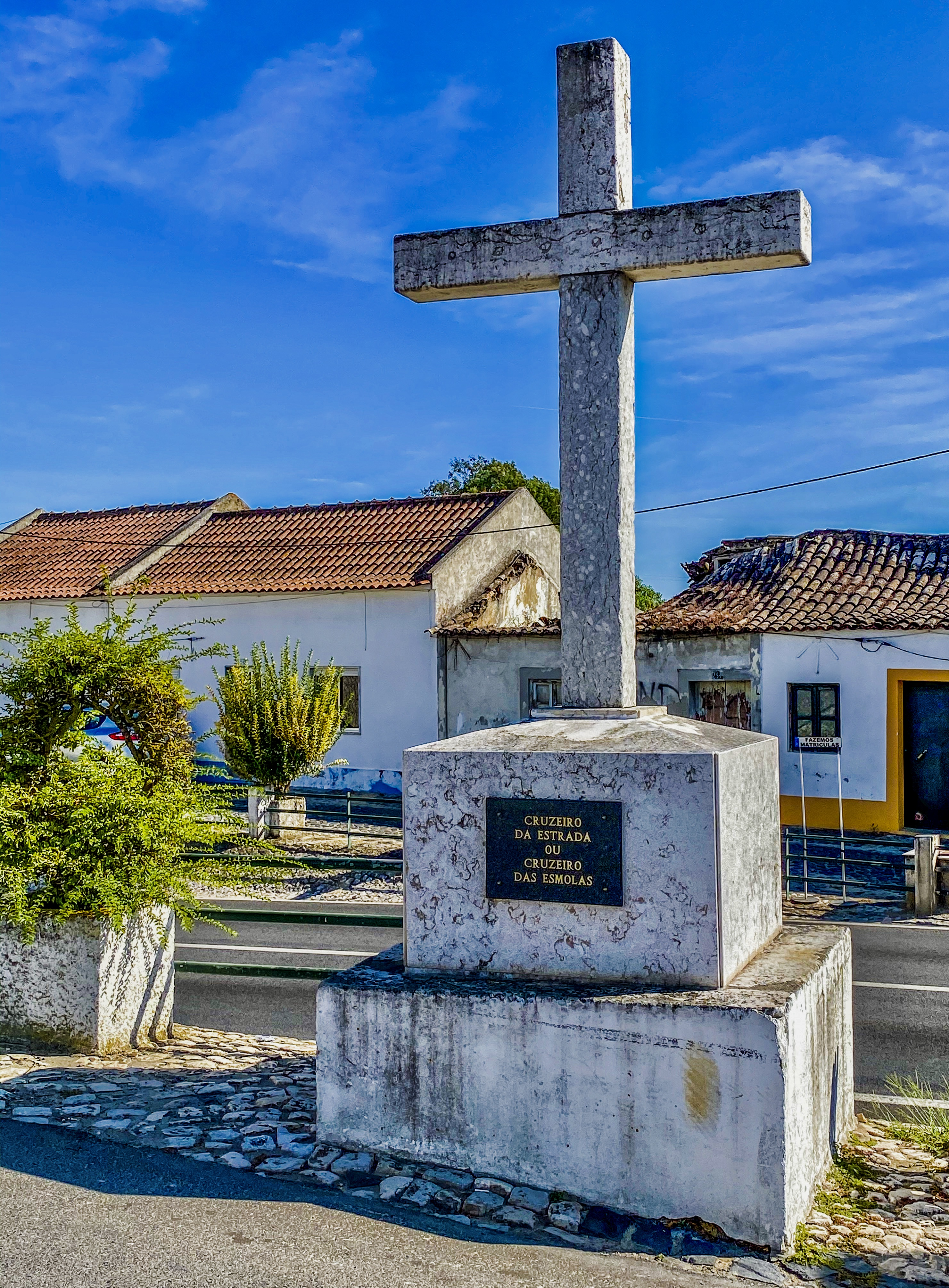
Cruzeiro das Esmolas

O Cruzeiro das Esmolas (também chamado de Cruzeiro da Estrada) encontra-se sobre um soco quadrangular nivelador do terreno, rebocado e pintado de branco, assenta um largo plinto cúbico, com remate inclinado e orifício para encaixe da cruz, em cantaria, marcando a base e de braços quadrangulares lisos, possuindo no braço vertical, virado a Sul e à estrada, pequeno nicho, em arco, desnudo e mísula frontal.

## Fonte Santa
A Fonte Santa contém uma caixa de água de planta circular e massa simples, com cobertura em coruchéu bolboso, ambos rebocados e pintados de branco, à exceção do soco envolvente e do topo do remate, que têm faixas pintadas de azul. A atual face principal surge virada a Sudoeste, com parede retilínea, terminada ao nível do soco, circundante da fonte, encimada por lápide de cantaria inscrita; inferiormente possui bica que escorre a água para uma grelha em ferro integrada no pavimento, rebaixado, cimentado, delimitado por muros, capeados a cantaria, e com acesso frontal por dois degraus. A face posterior, virada a Nordeste, possui o primitivo vão da fonte, de perfil retilíneo, sublinhado por faixa azul e com porta em ferro.

## Descrição da Igreja

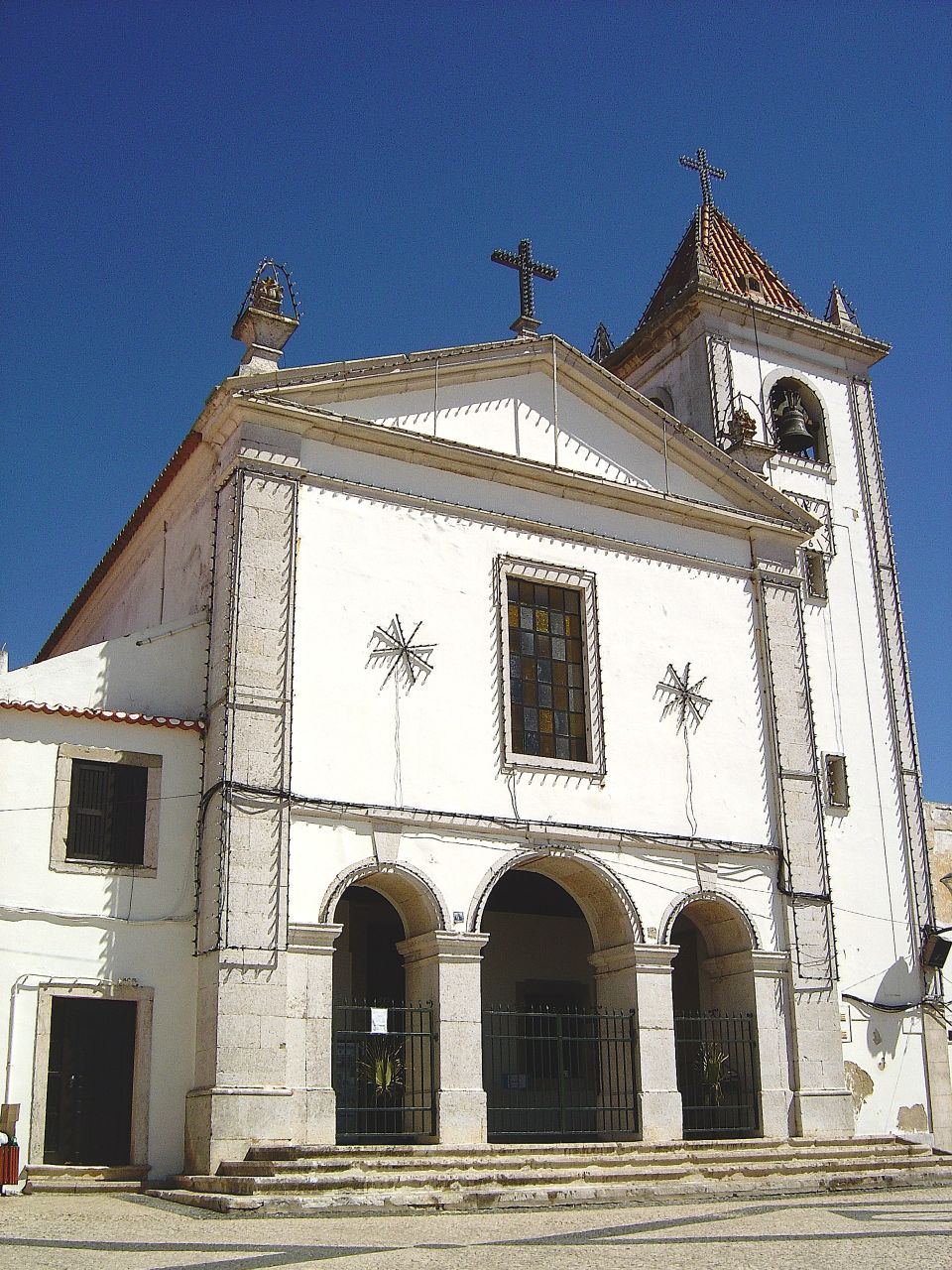
Fachada da Igreja-Santuário de Nossa Senhora da Atalaia

A igreja ostenta uma fachada sóbria onde se destaca o janelão do coro encimando a galilé de três arcos com gradeamento de ferro entre eles. No telhado ladeando o frontão pode-se observar dois fogaréus. 
O templo, de uma só nave e teto em abóbada possui coro, e um púlpito em mármore da Arrábida onde sob a verga da porta de acesso ao mesmo se pode ler a inscrição Palmela. 
O interior apresenta as paredes da nave revestidas de diversos painéis de azulejos azuis e brancos do século XVIII figurando cenas da vida de Nossa Senhora. 

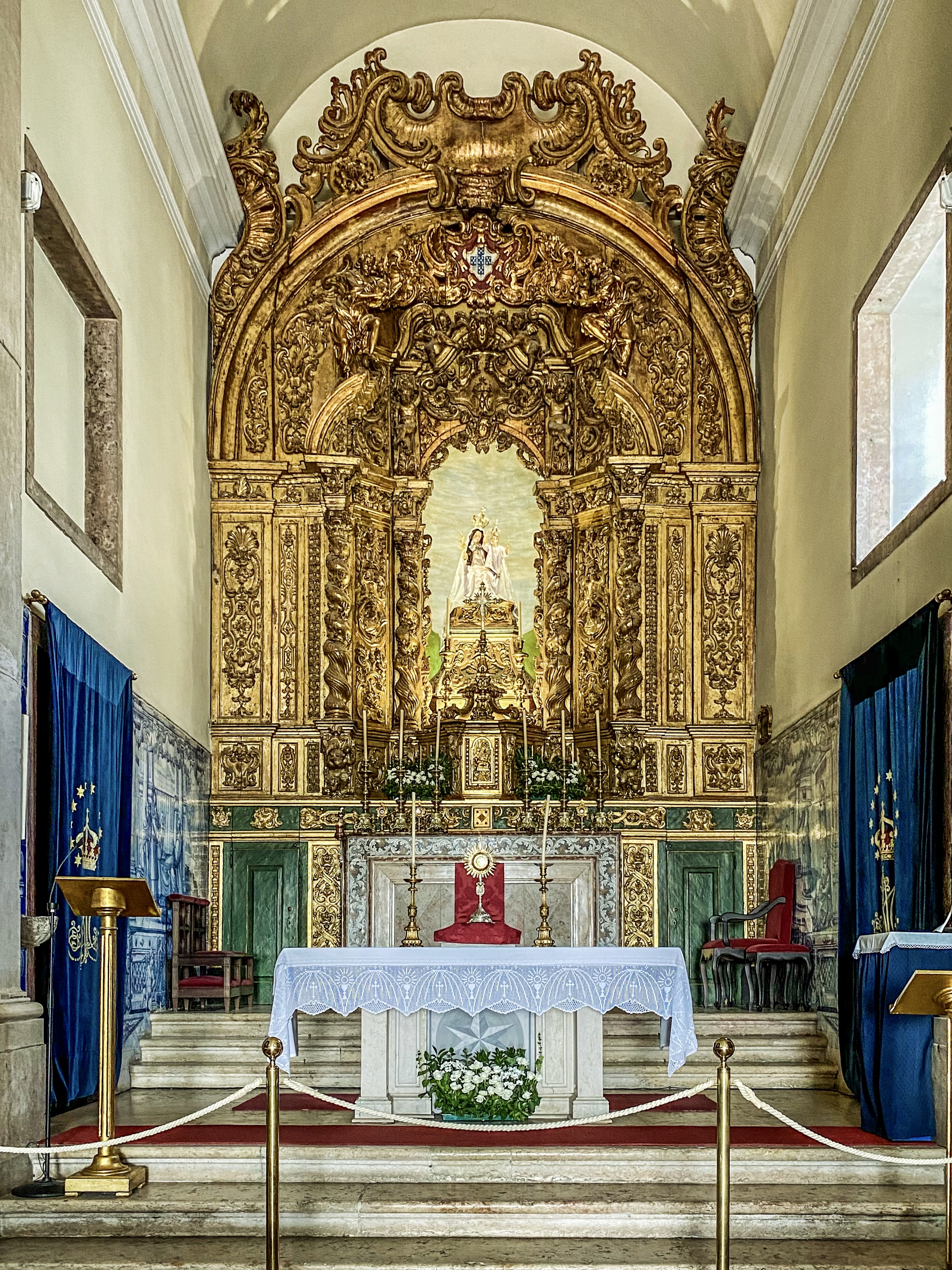
Capela-Mor do Santuário de Nossa Senhora da Atalaia

Na capela-mor destaca-se um magnífico retábulo de estilo joanino em madeira exótica datável do século XVIII. Sob o nicho do retábulo do altar-mor onde se encontra a imagem de Nossa Senhora podemos observar um grandioso conjunto escultórico em talha dourada típico da magnificência joanina. No conjunto podemos descortinar dois anjos suportando as armas nacionais do tempo de D. João V cuja coroa se encontra partida bem como um medalhão onde se pode ver o monograma AM encimado por uma coroa, segundo a iconografia mariana. De acordo com a tradição a atual sacristia corresponde à antiga ermida.